# Leptodactylus syphax
Espèce
Statut de conservation UICN

 LC  : Préoccupation mineure
Leptodactylus syphax est une espèce d'amphibiens de la famille des Leptodactylidae.

## Répartition
Cette espèce se rencontre entre le niveau de la mer et 2 000 m d'altitude, :
- au Brésil dans les régions Centre-Ouest, Nordeste et Sudeste, et au Tocantins ;
- au Paraguay ;
- en Bolivie dans le département de Santa Cruz.

## Publication originale
- Bokermann, 1969 : Uma nova espécie de Leptodactylus do Mato Grosso (Anura, Leptodactylidae). Revista Brasileira de Biologia, vol. 19, no 1, p. 13-16.